# Grubengebäude

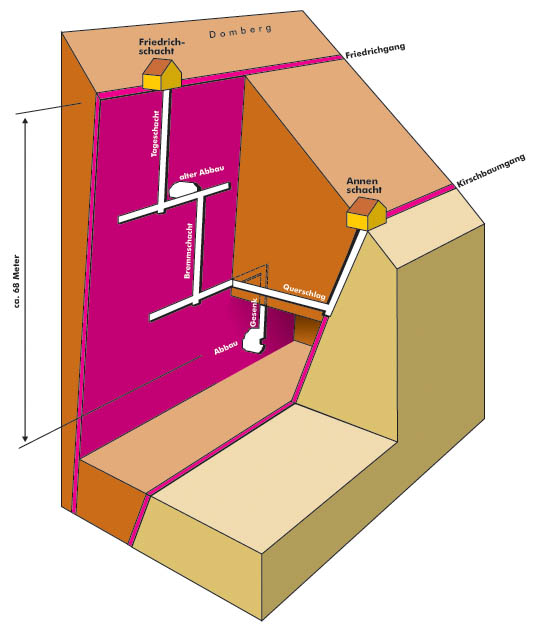
Beispiel eines vorindustriellen Grubengebäudes der Schachtanlage Friedrichschacht am Domberg von Suhl/Thüringer Wald.

Als Grubengebäude, auch Berggebäude oder einfach nur Gebäude, bezeichnet man im Bergbau die Gesamtheit aller planmäßig zusammenhängenden unterirdischen Hohlräume (Grubenbaue) eines Bergwerks. Früher bezeichnete man auch die dem Bergwerksbetrieb dienenden übertägigen Gebäude eines Bergwerks als Grubengebäude.

## Aufbau des Grubengebäudes
Je nach Verwendungszweck und Bergwerk sind die jeweiligen Grubengebäude unterschiedlich aufgebaut. Je größer das Grubenfeld eines Bergwerks ist, desto umfangreicher und weiter ausgedehnt ist in der Regel auch sein Grubengebäude. Dabei erstreckt sich das Grubengebäude eines Bergwerks oftmals über eine große Teufe und Fläche. Ausgehend von den Tagesöffnungen verfügt es, je nach Bergwerk, über verschiedene Grubenbaue auf oftmals unterschiedlichen Sohlen. Je nach Erfordernis umfasst das Grubengebäude eines Bergwerks verschiedene Schächte, Strecken und Stollen. Die Verbindung untereinander oder der Abzweig der jeweiligen Grubenbaue in eine andere Richtung erfolgt entweder direkt oder über Querschläge, Blindschächte oder bei Stollenbergwerken über ein Flügelort. Der gesamte Aufbau des Grubengebäudes lässt sich mittels Computer dreidimensional darstellen.

## Planung und Nutzung des Grubengebäudes
Das Grubengebäude wird zu bergmännischen Zwecken genutzt. Hauptzweck des Grubengebäudes ist es, den in der jeweiligen Lagerstätte vorhandenen Rohstoff zu gewinnen. Dabei wird es je nach erstelltem Grubenbau genutzt, um das anfallende Grubenwasser abzuführen und die Bewetterung der einzelnen Orte sicherzustellen. Andere Teile des Grubengebäudes dienen der Förderung der für den Bergbaubetrieb benötigten Materialien und/oder der gewonnenen Mineralien. Wiederum andere Teile des Grubengebäudes, die als Hilfsbaue bezeichnet werden, dienen der Aufstellung und dem Betrieb von Maschinen. Welche Teile des Grubengebäudes wozu genutzt werden, wird im Vorfeld geplant. Hierbei erfolgt eine Einteilung, welche Teile der Lagerstätte ausgerichtet, welche vorgerichtet und welche abgebaut werden. Bei der jeweiligen Nutzung muss insbesondere auf die Stabilität des gesamten Grubengebäudes geachtet werden. Zudem muss auch die zukünftige Entwicklung des Grubengebäudes berücksichtigt werden. Letztendlich muss auch die Nutzung des Grubengebäudes in der Nachbergbauzeit berücksichtigt werden.